# Krześlów
Krześlów [ˈkʂɛɕluf] ist ein Dorf in der Gmina Zelów im Powiat Bełchatowski in der Woiwodschaft Łódź in Zentralpolen. Es hat 70 Einwohner.

## Geographie
Es liegt etwa 5 Kilometer nordwestlich von Zelów, 16 km nordöstlich von Bełchatowski und 44 km südöstlich der Regionalhauptstadt Łódź.